# Arthur Napoleão
Arthur Napoleão dos Santos (Porto, 6 de març de 1843 — Rio de Janeiro, 12 de maig de 1925) fou un pianista, compositor, editor de partitures musicals, professor i comerciant luso-brasiler. Va emigrar el 1866 al Brasil, on visqué la resta de la seva vida.
Fill d'un professor de música oriünd de Milà, que s'establí a Portugal, i germà dels també compositors Alfredo i Anibal. Fou molt precoç, perquè als nou anys es presentà com a pianista a Lisboa, i el 1854, o sigui quan tenia onze anys, donà concerts a Berlín. Es perfeccionà en el seu art a Manchester (Anglaterra), i després va recórrer Europa i Amèrica, aconseguint grans èxits però el 1868 abandonà la seva carrera de virtuós, i establí un comerç de música a Rio de Janeiro.
Entre les seves composicions es compten: 
- O remorsos vivo, drama líric.
- Fantasies, sobre òperes.
- Souvenir de jeunesse,
- Les jongleurs,
- Marxa Camôes, escrita amb motiu del centenari del gran èpic celebra al Brasil, etc.